# Франк Фаріан
Франк Фа́ріан (нім. Frank Farian; іноді: Франк Фаріан, справжнє ім'я — Франц Ройтер, нім. Franz Reuther., 18 липня 1941— 23 січня 2024) — німецький музикант, співак, композитор, поет, музичний продюсер.

## Біографія
Франц Ройтер (Franz Reuther) народився в розпал Другої світової війни в родині робітника шкіряної фабрики, покликаного на Східний фронт і загиблого пізніше під Смоленськом, і солістки церковного хору Циллі Ройтер (Zilli Reuther), якій довелося самій виховувати трьох дітей. З ранніх років у Франца виявився вокальний дар, і з 9 років він підробляв у церковному хорі, допомагаючи своїй родині. У 12 він освоїв гру на гітарі. Пізніше, потрапивши під вплив американської культури, що заполонила тоді Західну Німеччину разом з розквартированими там американськими військами, захопився рок-н-ролом і став називати себе спочатку Френкі Фаріан, а пізніше закріпив за собою псевдонім Франк Фаріан. 
Помер 23 січня 2024 року у віці 82 років у власному будинку в Маямі.

### Frankie Farian und die Schatten
У 1961 році він створює власну групу Frankie Farian und die Schatten і виступає з нею в місцевих ресторанчиках. Потім група записує кілька синглів, таких як Shouting Ghost і деякі інші. Справжня популярність приходить в 1964, коли вони беруть участь у міжнародному рок-фестивалі в Гамбурзі, що проходив у легендарному Star club. Група випускає ще кілька синглів.
З 1968 Франк починає сольну кар'єру співака (спочатку на рекорд-лейблі Ariola) і продюсера. Його перша вдала пісня — «Dana My Love», з якої він дебютував в популярному телешоу ZDF Hitparade роком пізніше. Потім Фаріан потрапляє під покровительство Ханса Блюме (Hans Blume), глави західноберлінської звукозаписної компанії Hansa. Їх союз продовжувався 12 років.
У 1976 році німецькомовна кавер-версія американського хіта Rocky у виконанні Фаріана стала № 1 у Німеччині.

### Gilla
Одним з перших продюсерських проєктів Фаріана стала група 75 Music, яка пізніше трансформувалася в новий проєкт Gilla. Зі старого складу в ньому залишилася Гізела Вюхінгер (сценічний псевдонім Gilla) та Гельмут Рулофс. Інструментальна група була підсилена новими талановитими музикантами. З ними Джилла записала дебютний альбом Willst du mit mir schlafen gehn?  у 1975 році, сингл з якого — Tu' es, виборов одне з призових місць в німецькому Тор10 на початку наступного року. Джілла стає другим після молодого 16-річного співака Benny по-справжньому успішним німецькомовним проєктом Фаріана. Її альбом послужив основою для вдалого старту нового англомовного проєкту продюсера — Boney M. У своєму дебютному альбомі вони використовували такі пісні Джилли як Kein Weg zu weit (Take The Heat Off Me) і Lieben und frei sein (Lovin' Or Leavin).
Наступний сингл Джилли вийшов влітку 1976 року, Ich brenne став модною композицією в стилі диско і увійшов в німецьку десятку популярності, а його англомовна версія Help, Help отримала велику популярність у всьому світі.
На початку 1977 до виходу був готовий другий альбом співачки Zieh mich aus. До нього увійшла композиція Johnny — мабуть, найвідоміший хіт Джилли на території колишнього СРСР, а також різні німецькомовні кавер-версії. І знову продюсер представляє німецькі варіанти таких пісень Boney M. як Sunny і Kein Mann weit und breit (No Woman No Cry), Belfast.
Для виходу на міжнародну сцену Франк записує в 1977 році цілком англомовний альбом Help! Help!, куди увійшли всі кращі пісні Джилли, заспівані до цього німецькою. Не досягнувши бажаного результату, Фаріан перевидає альбом, додавши в нього ще дві нові композиції: танцювальну Bend Me, Shape Me і ліричну Sings The River. Відповідно альбом отримав нову назву Bend Me, Shape Me. Диск користувався популярністю в країнах Бенілюксу та деяких інших регіонах (у тому числі в східній Європі, де, однак, у той час не існувало офіційних хіт-парадів). Після виходу німецькомовної версії синглу Rasputin, Франк зосереджується на рентабельніших англомовних проєктах Boney M. і Eruption. Однак Джилла все ж не була забута. Фаріан довірив продюсування співачки Хельмуту Рулофсу. 1980 року вони випустили новий англомовний альбом «I Like Some Cool rock'n'roll», а роком пізніше сингл «Cigarillo». Альбом мав попит у деяких західних країнах, в країнах Східної Європи, і, зокрема, в СРСР. Непогано розходилися запису Джилли і в країнах південно-східної Азії.

### Boney M.
Наприкінці 1974 Франк Фаріан, експериментуючи в студії Europa Sound Studios в Оффенбаху (межує з містом Франкфурт-на-Майні), записує незвичайну композицію «Baby Do You Wanna Bump?, засновану на ямайській мелодії Al Capone, відомої з початку 60-х, і публікує її під псевдонімом» Boney M., за іменем героя популярного тоді австралійського детективного серіалу. У ній він використовував суто свій власний голос, записавши на багатоканальний магнітофон як чоловічу, так і жіночі партії. В інтерв'ю телеканалу MDR Фаріан сказав, що може співати як фальцетом, так і глибоким басом.
Несподіваний успіх і запрошення загадкової групи на виступи по телебаченню змусили його з допомогою кастинг-агента Каті Вольф (Katja Wolf), набрати колектив, що складається з вихідців з Карибських островів і організувати концертні тури. На першому етапі складу тричі зазнавав змін, але завжди за формулою 3+1. Остаточно склад був сформований в 1976 році. До нього увійшли вокалістки з Ямайки, які живуть в Європі, Ліз Мітчелл (Liz Mitchell) і Марсія Барретт (Marcia Barrett), а також танцівники, вихідці з Малих Антильських островів Мейзі Вільямс (Maizie Williams) і Боббі Фаррелл (Bobby Farrell), що також оселилися в Європі.
Квартет отримав феноменальну популярність у всьому світі, крім США, де успіхи групи були скромнішими. 1978 року Boney M. «прорвали залізну завісу», відвідавши тодішній СРСР. Артисти прибули до Москви з особистого дозволу Генерального секретаря ЦК КПРС Леоніда Брежнєва. В Лондон, за розпорядженням Генсека, був направлений спеціальний літак, щоб доставити в радянську столицю артистів і їх 11-тонний багаж. Крім того, в Москву прилетіла велика група західних журналістів, щоб висвітлювати ці сенсаційні гастролі. Вперше в історії СРСР західній поп-групі світового рівня була надана можливість дати 10 шоу в престижному концертному залі «Росія» (ГЦКЗ «Росія») в грудні 1978, а також відзняти матеріал для відеокліпу Mary's Boy Child на Червоній площі. З «історичних міркувань» пісня Rasputin була заборонена до виконання. Як зізналися артисти групи в одному з телеінтерв'ю, радянським партійним функціонерам не сподобалися останні слова пісні «Oh, those russians…» («ох вже ці росіяни»), які були визнані «неполіткоректними».
Приїзд Boney M. до Москви викликав справжній ажіотаж. Вартість квитків на «чорному ринку» сягала трьох середньомісячних зарплат радянського кваліфікованого робітника. Фірма «Мелодія» випустила диск групи накладом в 100 тис. примірників, який миттєво став дефіцитним товаром. В магазинних чергах нерідко виникали бійки за право володіння альбомом Boney M. Спекулятивна ціна диску на чорному ринку зростала в 10-20 разів.
1978 рік приніс Boney M. масу нагород індустрії звукозапису за рекордні тиражі. Колектив потрапив в Книгу рекордів Гіннеса. У тому ж році артисти удостоїлися аудієнції у королеви Великої Британії Єлизавети Другої, а Франк Фаріан був визнаний кращим продюсером і отримав вищу музичну нагороду Британії — Carl Alan Award. У Німеччині суперхіт групи, Rivers Of Babylon, досі залишається абсолютним лідером по тривалості перебування на вершині чарту(№ 1 протягом 17 (!) тижнів).
У 2007 році канал RTL проводив спеціальний 3-годинний телемарафон, де виявлявся найзначніший диско-хіт з тих, що коли-небудь з'являлися в TOP 40 Німеччини. N1 виявився «Daddy Cool» у виконанні Boney M. досі рекорд групи (35 тижнів в TOP 50, з яких 12 тижнів — N1), встановлений в 1976 році в цій країні, не зміг подолати жоден виконавець танцювальної музики. У лютому 2009 той же телеканал RTL показав телешоу, де на основі позицій у світових чартах виявлявся найуспішніший музичний експорт Німеччини за всю історію. І знову Boney M. виявилися N1. Як було зазначено в програмі, протеже Франка Фаріана мали на батьківщині поп-музики, Англії, більше TOP10-хітів, ніж разом узяті претенденти, які посіли 2 і 3 місця. Крім того, Фаріан був названий найуспішнішим продюсером в історії Німеччини. Відразу 4 його проєкту (La Bouche, No Mercy, Milli Vanilli і Boney M.) увійшли в підсумковий чарт RTL.
За деякими оцінками, легальні тиражі альбомів і синглів Boney M перевищили 200 мільйонів копій, в той час як сам продюсер заявляє про 150 мільйонів (без урахування компіляцій). Кількість нелегальних копій, випущених у всьому світі, оцінюється, як мінімум, ще у 300 мільйонів.
У листопаді 2012 британська статистична служба The Official Charts Company з нагоди свого 60-річного ювілею оприлюднила дані про продажі найпопулярніших синглів і окремих треків в історії Великої Британії. Boney M. виявилися єдиною поп-групою, яка має два хіта в TOP10 всіх часів (N6 з «Rivers of Babylon» і «Brown Girl In The Ring»). Крім того, в TOP 20 увійшло ще два сингли, до виробництва яких був безпосередньо причетний Франк Фаріан. Це Boney M. (N11 з «Marys' Boy Child/Oh My Lord») і Stevie Wonder (N12 з «I Just Call To Say I Love You»). Таким чином Фаріан є єдиним музичним продюсером, який має у британському TOP 20 всіх часів одразу 4 хіта.
28 березня 2015 на телеканалі ZDF відбулося вшанування групи Boney M. як найуспішнішого проєкту в історії німецької звукозаписної індустрії та вручення групі діамантового диска у зв'язку з продажем понад 150 мільйонів звуконосіїв, а також у зв'язку з 40-річним ювілеєм. 27 березня 2015 компанія Sony Music спільно з рекорд-лейблом Фаріана MCI випустила безпрецедентне за розмахом ювілейне видання Boney M. DIAMONDS в трьох різних версіях: 3CD, 3DVD і Delux-коробка під назвою FAN BOX (3CD+DVD+LP+футболка+набір стікерів). Вже на наступний день після випуску реліз потрапив в європейські чарти iTunes TOP100 Albums, а через два тижні ювілейне видання досягло TOP20 в національних чартах Німеччини та Австрії, а також TOP30 в Швейцарії.
5 травня 2017 Sony Music почала перевидання на вінілі студійних альбомів Boney M. Цього дня в продажу з'явилися перші 3 LP-альбому групи. 7 липня 2017 вийшли інші вінілові репринти, а також подарункова коробка «Boney M. Complete», що містить всі 9 LP-альбомів. В той же день Sony Music Entertainment випустила 2CD-компіляцію «Boney M. & Friends», де зібрані кращі хіти Boney M. і інших найуспішніших проєктів Фаріана.
10 листопада 2017 року, після 32-річної перерви, рекорд-лейбл Фаріана MCI і Sony Music випустили новий студійний альбом під маркою Boney M. feat.Liz Mitchell and Friends, який отримав назву «Worldmusic for Christmas» і присвячений святкуванню Різдва.

### Eruption
У 1977 році Франк звертає увагу на яскраву, але маловідому тоді британської соул-групу Silent Eruption з чарівною солісткою Прешес Уїлсон (). Запропонувавши їм співпрацю з Hansa Records, він створює ще один успішний проєкт Eruption. Група досягла вершин хіт-парадів США, Великої Британії, Німеччини та багатьох інших країн зі своїми всесвітньо відомими каверами I can't Stand the Rain і One Way Ticket. () По всьому світу було продано понад 60 мільйонів альбомів, синглів, аудіо — і відеокасет із записами Eruption.
У 1979 році Прешес Уїлсон покинула групу, розпочавши сольну кар'єру під керівництвом того ж Фаріана. З 1980 по 1984 рік вони випустили 4 альбоми і цілий ряд синглів. Одночасно Eruption також продовжували свою діяльність. На зміну Прешес в групу прийшла солістка Кім Девіс (Kim Davis), яка встигла записати лише один альбом «Fight Fight Fight» (1980). Незабаром після цього Кім Девіс загинула в дорожньому інциденті. Третьою солісткою в групі стала Джейн Йохен (Jane Jochen). У складі Eruption вона зробила на початку 1980-х років запису кількох синглів на студії Фаріана FAR Studios Rosbach. Тоді ж на Hansa Records випустили збірку кращих композицій групи. Після цього музиканти Eruption записали супровід для сольної програми учасника Boney M Боббі Фаррэлла (Bobby Farrell), з якою він згодом зробив клубний тур і знявся в спеціальному шоу «Crazy Bobby» () на польському телебаченні.
Після закінчення контракту з Франком Фаріаном Eruption випустили ще пару синглів і альбом «Our Way» (1983) на лейблі іншого відомого німецького продюсера Ральфа Зигеля (Ralph Siegel) Jupiter Records. У 1985 група була розформована. Проте через 10 років музиканти об'єдналися для проведення цілого ряду клубних турів по країнах Європи. У лютому 2005 відбувся великий live-концерт Eruption і Джейн Йохен в передмісті Берліна.
У той же час активну гастрольну діяльність продовжує Прешес Уїлсон, що має юридичні права на марку Eruption feat. Precious Wilson.
В серпні 2016 року в рамках святкування 75-річчя Френка Фаріана британський лейбл BBR випустив два колекційних ремастированих CD-альбому ERUPTION feat.Precious Wilson («I can't Stand The Rain»/1977 і «Leave A Light»), забезпечивши їх інформативними буклетами та додатковими треками рідкісних записів групи, раніше недоступних на CD 

### Far Corporation
Одна зі справ Франка — супергрупа Far Corporation,  назва складається з першого складу його сценічної прізвища, а «Corporation» означає, що в групі беруть участь музиканти, що вже прославилися в інших проєктах . Колектив став відомий після того, як увійшов в Top 10 британського хіт-параду, досягнувши 8 місця в жовтні 1985 р. з піснею Led Zeppelin Stairway to Heaven.
У тому ж році був випуск успішного альбому «Division One», що витримав декілька перевидань. Далі у випуску альбомів настала досить тривала пауза. У цей період Far Corporation випустили лише кілька синглів. 1994 року, коли Фаріан святкував 25-річчя своєї музичної кар'єри, був нарешті випущений новий альбом «Solitude». Це була дуже якісна робота, хоч вона й не принесла великого комерційного прибутку.
У 1986 році Фаріан залучив кількох учасників Far Corporation до виробництва альбому відомого рок-виконавця Meat Loaf Blind Before I Stop. Йому належить і бек-вокал на першому випущеному синглі з цього альбому Rock'n'roll Mercenaries. Попри помірний успіх в рік першої публікації Blind Before I Stop, сьогодні він вважається одним з найбільш недооцінених альбомів в історії рок-музики.  Альбом регулярно перевидається як на CD, так і на вінілі.

### Milli Vanilli
У 1988 році новий студійний проєкт Фаріана Milli Vanilli почав підкорювати світові чарти. До кінця 1989 року це стало бестселером у США, затьмаривши навіть «короля попа» Майкла Джексона (вражений таким успіхом, Майкл Джексон особисто телефонував Фаріану і просив розглянути питання про можливість їх спільної роботи). За перший же альбом Milli Vanilli отримали 3 нагороди American Music Award і Grammy як кращий дебютний проєкт. Успіху сприяли танцюристи Fab Morvan і Rob Pilatus, які імітували спів під фонограму групи Фаріана.
Пізніше, в листопаді 1990, Франк Фаріан виступив з викриттям свого дітища, що породило найбільший скандал в історії музичної індустрії. Танцюристи, які намагалися втекти з-під контролю продюсера, були змушені повернути Grammy. Тепер[коли?] найбільша голлівудська кінокомпанія Universal Pictures почала виробництво фільму, заснованого на цій сенсаційній історії. За свою дворічну кар'єру поп-дует Фаріана зумів продати понад 44 мільйони альбомів і синглів в усьому світі.  Продовженням проєкту Milli Vanilli стали групи The Real Milli Vanilli () з альбомом The Moment Of Truth (1991) і Try'NB () (1992) з альбомом «Sexy Eyes».
У 2006—2007 та 2009 роках вийшло 3 нових перевидання кращих композицій «першого складу» Milli Vanilli на лейблі MCI/Sony BMG і MCI/Sony Music. Напевно, вихід голлівудського фільму про Milli Vanilli також буде супроводжуватися новим перевиданням їх альбомів. Не виключено, що відбудеться випуск нереалізованих треків з альбому M. V. «Back And In Attack», який Фаріан записав у 1997 році разом з колишніми танцюристами (цього разу вже співаючими) та іншими учасниками проєкту M. V. Однак смерть Роба Пілатуса від наркотичного отруєння (2 квітня 1998 р. поставила хрест на реанімації надуспішного проєкту.

### La Bouche
Після скандалу з Milli Vanilli Фаріан зайнявся продюсуванням двох інших танцювальних груп — La Bouche і Le Click. У 1996 році до них додався поп-проєкт No Mercy. Всі 3 колективи (особливо La Bouche і No Mercy) мали у своєму активі сильні хіти, які досягли високих позицій у США та інших країнах. За ці проєкти Франк Фаріан також отримав безліч нагород у вигляді золотих і платинових дисків. La Bouche отримали вищу музичну нагороду Німеччини Echo Awards, і, до того ж, відзначилися тим, що їх суперхіт Be My Lover виявився самим ротованим треком на радіостанціях США. У цій країні група стала володаркою нагороди ASCAP, а також премії MTV Award як кращий танцювальний проєкт.

### No Mercy
Американське чоловіче тріо No Mercy , до складу якого увійшли троє молодих людей з латиноамериканськими корінням — ще один відомий проєкт Фаріана. Центральною фігурою в колективі став вокаліст і гітарист-віртуоз Марті Сінтрон (Marty Cintron), який перебрався в Маямі з нью-йоркського Бронкса. Під час одного з вуличних виступів Марті біля порога клубу «Ocean Drive», його помітив Фаріан і запросив в свою німецьку студію для пробних записів. Після того, як був отриманий потенційно касовий музичний матеріал, Фаріаном було ухвалено рішення створити сексапільне «латинос-тріо», і до проєкту приєдналися вихідці з Куби, які нині проживають у США, брати Аріель і Габріель Ернандес (Ariel & Gabtiel Hernandez). Обидва вже не були новачками у шоу-бізнесі, встигнувши попрацювати з такими зірками як Prince як танцівники його шоу-балету.
Дебютний сингл латиноамериканців «Where Do You Go» (трохи раніше ця композиція Фаріана була записана його ж проєктом La Bouche) досяг високих результатів у міжнародних чартах (в тому числі США). Далі пішов випуск цілого ряду синглів і двох комерційно успішних альбомів — «My Promise» та «More». 2003 року ще одного протеже Фаріана, «латинський принц» Даніель Лопес  (Daniel Lopes — зірка популярного в Німеччині телешоу DSDS) зробив спільний з No Mercy запис пісні «Summer Angel» для свого дебютного альбому «For You». У 2007/2008 роках медіагігант Sony BMG випустив два перевидання компіляції з кращими піснями No Mercy.
По закінченні контракту з Фаріаном, музиканти підписали угоду з одним з незалежних австралійських лейблів , на якому в 2007—2008 роках вийшли нові сингли і альбом. Тепер[коли?] група випускає новий матеріал самостійно, заснувавши власний лейбл. 

### Ma Belle
R'n'b тріо за формулою 2+1. Проєкт, записав у 1998 році єдиний сингл Do It. Солісти групи також брали участь у записі бек-вокалів інших проєктів Фаріана, а також виступали як група вокальної підтримки на концертах.

### Chilli
У 1997 році новий проєкт Фаріана, що отримав назву Chilli (тріо латиноамериканок), завоював чарти багатьох країн зі своєю версією бразильської мелодії «Tic, Tic Tac», оригінальним виконавцем якої була група Carrapicho. Для просування на міжнародний ринок Фаріан запросив цих бразильських музикантів в Європу, де і записав їх спільний альбом з Chilli — «Dance To Boi Bumba». Сингл «Tic Tic Tac»  став міжнародним бестселером (№ 1 у Франції і Бразилії, попадання в Top-10 багатьох інших країн). Мелодія полюбилася слухачам на всіх континентах. На цю пісню було зроблено безліч кавер-версій. На території колишнього СРСР вона стала особливо популярною у виконанні Мурата Насирова («Мальчик хочет в Тамбов»). Іншим відомим синглом колективу стала кавер-версія пісні італійської співачки та актриси Раффаели Карра «A far l'amore comincia tu» (англ. «Do It, Do It Again»), що отримала в новому англомовному варіанті назву «Say i'm Your № 1».

### Мюзикл Daddy Cool
18 серпня 2006 р стартував мюзикл Daddy Cool () на майданчику лондонського театру Шафтсбері (Shaftesbury), продюсерами якого виступили Франк Фаріан і Роберт Макінтош (брат знаменитого мюзикл-продюсера Кемерона Макінтоша).
Шоу мало солідний бюджет в 5 млн євро, зірковий склад акторів, і зібрало масу оптимістичних відгуків. Мюзикл побудований на основі композицій таких проєктів Фаріана як Boney M (75 % репертуару постановки), Milli Vanilli, Eruption, No Mercy і La Bouche . На офіційній лондонській прем'єрі (21 вересня 2006 г.) були присутні 1300 гостей, серед яких були такі зірки як Джордж Майкл, Кліфф Річард, Філ Коллінз та інші знаменитості. З 24 квітня 2007 р мюзикл протягом 2-х місяців демонструвався в Берліні в рамках європейського турне. Спеціально для гастрольного туру мюзиклу був сконструйований унікальний мобільний театр Boney M. Theater Palast (), найбільша з подібних споруд в Європі.
Берлінська прем'єра () була ще масштабнішою (), ніж в Лондоні. Серед іменитих гостей можна було помітити Клауса Майне (лідер-вокаліст Scorpions), відомого німецького коміка Отто Ваалкеса, зірку травесті-шоу Олівію Джонс і т. д. Одночасно з прем'єрою в Німеччині MCI / Sony BMG випустили розкішний CD-альбом з саундтреком Daddy Cool ().
У тому ж 2007 Франк спільно з британськими продюсерами Натаном Томасом і Карлом Коксом написав пісню Doin 'Fine . Пісня, зазначена як «трибют звучанню Boney M.», містить струнні аранжування, що нагадують мегахіт 1976 р Daddy Cool. Сингл став N1 в європейському NRG-чарті. Голос належить австралійському співакові Пітеру Вілсону  . Пізніше одна з мікс-версій «Doin 'Fine» була опублікована на його альбомі Follow Me (вересень 2007). Альбом увійшов в TOP5 європейського денс-чарта. 2008 року «Doin 'Fine» була переписана диско-дівою Амандою Лір (Amanda Lear) за допомогою тієї ж продюсерської команди. Композиція увійшла до нового альбому співачки, який випустив лейбл Clone Records .
Прем'єра голландської версії мюзиклу відбулася 25 вересня 2011 року. (), після чого було зроблено успішний піврічний тур по найбільших містах Нідерландів. Іспанська прем'єра відбулася 29 червня 2012 року. Шоу демонструвалося в престижному Trui Teatre, розташованому в «туристичній Мецці» острова Мальорка — місті Palma de Mallorca . (). Вперше в історії розважальної індустрії цього міжнародного курорту була організована рекламна кампанія по залученню туристів з усієї Європи. Партнером мюзиклу виступила одна з найбільших авіакомпаній Air Berlin .
6 листопада 2015 мюзикл стартував на сцені Le Theatre Kriens-Luzern (Швейцарія) 
З лютого по червень 2017 року відбулося велике турне мюзиклу по Австрії і Німеччині. Гастролі були приурочені до 40-річчя початку світового тріумфу Boney M. 

### Daddy Cool Kids
Новий проєкт Франка Фаріана, запущений наприкінці 2007 року, задуманий як трибют Boney M. Ця формація, до складу якої входила четвірка високообдарованих дітей, почала свою кар'єру з виконання модернізованих версій хітів свого знаменитого прототипу. Перший трек «Mary's Boy Child/Oh My Lord» був опублікований в якості бонусу на ремастированій рекомпіляції різдвяних хітів «Christmas With Boney M.» Після успіху диска в багатьох країнах, MCI/Sony BMG випустили новий сингл Daddy Cool Kids «school's Out»(у 2-х варіантах, що включають караоке — версію і видеотрек)  влітку 2008 року. Сингл Daddy Cool Kids (DCK) «school's Out» увійшов до топ-списків Австрії, Швейцарії і Німеччини . Восени 2009 року MCI і Sony Music опублікували новий трек Daddy Cool Kids під назвою «Show Me What you've Got» на збірці хітів різних проєктів Фаріана «Produced by Frank Farian» (vol.1). Компіляція реалізовувалася тільки через німецьку торговельну мережу METRO.  20 листопада 2009 року в продаж надійшов альбом DCK «school's Out», що містив 15 треків. 

### ZZ Queen
На початку 2010 року Франк Фаріан приступив до створення нового проєкту, який спочатку отримав назву B. B. King. Ніякого витоку в пресу про хід роботи не допускалося. Згодом з'ясувалося, що група, в підсумку, була перейменована в ZZ Queen і базується в Маямі (США). Головною солісткою є американська соул-співачка Б'янка Кларк під сценічним псевдонімом ZZ Queen. У лютому 2011 року був опублікований дебютний трек ZZ Queen «Be Bop A Lula» (House Mix / Radio Edit) на альбомах Boney M. GOES CLUB і Boney M. ULTIMATE 2.0., випущених на рекорд-лейблі Фаріана MCI. Група являє собою квартет, що складається з трьох темношкірих жінок і трансвестита, який грає на ударній установці. Був записаний пілотний сингл «Be Bop A Lula» і знято однойменне відео. Пізніше з'явилася інформація, що за сімейними обставинами Бьянка Кларк була вимушена перервати свою роботу у ZZ Queen на тривалий період і проєкт був заморожений.

### World Music for Christmas
Своє 75-річчя (18/07/2016) Френк Фаріан відзначив випуском спецпроєкту «World Music for Christmas». В інтерв'ю низці європейських ЗМІ продюсер розкрив деякі деталі нової роботи: «Це великий виклик. Глобальний міжнародний проєкт за участю артистів з різних країн. Найвідоміші етнічні мотиви останніх 200 років з усіх куточків Землі — від „El Condor Pasa“, що прийшла з підніжжя Анд до козачого хору з безкраїх степів Євразії. У цьому проєкті також зайняті мої давні колеги, наприклад Ліз Мітчелл (Liz Mitchell) з Boney M. Вихід альбому відбувся 10 листопада 2017 року».
Дипломований кухар Франц Ройтер (він же Франк Фаріан), став одним з найуспішніших музичних продюсерів світу (згідно з повідомленням німецького агентства DPA входить в першу десятку). За свою кар'єру Фаріан продав понад 850 мільйонів звуконосіїв. Має престижні нагороди за видатні досягнення в музичній індустрії, у тому числі 3 American Music Award, німецький аналог Grammy — Echo, кілька нагород Goldene Europa, британські Carl Alan Award, Brit Award і т. д. Він співпрацював з такими грандами світової поп-рок сцени як Mike Oldfield, TOTO, Теренс Трент Д Арбі, Meat Loaf, Peter Hofmann, Sydne Rome, Stevie Wonder, Supermax і багатьма іншими. В інтерв'ю німецьким ЗМІ в квітні 2007 року Фаріан сказав щодо своїх творчих планів: «Я не заспокоюся, поки не досягну мільярда». Тепер[коли?] медіагігант Sony Music продовжує успішно продавати альбоми, сингли та відеопрограми компанії Фаріана MCI мільйонними тиражами в усьому світі.

## Книжки
- Frank Farian, Reginald Rudorf, Dieter Kaltwasser: Stupid Dieser Bohlen. Die Wahrheit und nichts als die Wahrheit über den Pop-Hochstapler. Franks Kleiner Buchverlag, Berlin 2004, ISBN 3-9809531-0-6. Назва перекладається як «Дурний Дітер Болен: Правда і нічого, крім правди про поп-зірку».

## Дискографія

### Альбоми
- 1972 Frank Farian — So Ein Tag
- 1973 Frank Farian — So Muss Liebe Sein
- 1975 Gilla — Willst Du Mit Mir Schlafen Geh'n
- 1976 Frank Farian — Rocky
- 1976 Benny — Amigo Charly Brown
- 1976 Boney M. — Take The Heat Off Me
- 1976 Gilla — Zieh Mich Aus
- 1977 Gilla — Help Help
- 1977 Boney M. — Love For Sale
- 1977 Eruption — I Cant Stand The Rain
- 1978 Frank Farian — Star Discothek (compilation)
- 1978 Boney M./Eruption/Gilla — Super Disco Party
- 1978 Gilla — Bend Me Shape Me (Help Help + bonustracks)
- 1978 Boney M. — Nightflight To Venus
- 1979 Eruption — Leave A Light
- 1979 Boney M. — Oceans Of Fantasy
- 1980 Eruption — Fight Fight Fight
- 1980 Boney M. — The Magic Of (compilation)
- 1980 Eruption — The Best Of
- 1980 Precious Wilson — On The Race Track
- 1980 Gilla — I Like Some Cool Rock n Roll
- 1981 Boney M. — Boonoonoonoos
- 1981 Boney M. — Christmas Album
- 1982 Precious Wilson — All Coloured In Love
- 1983 Precious Wilson — Red Light (All Coloured In Love + different tracks)
- 1983 Sidney Rome — Let's Do Aerobic
- 1983 La Mama — Voulez Vouz Coucher Avec La Mama
- 1983 Precious Wilson & La Mama — Funky Fingers medley
- 1983 MAD — 28 Superhits For Dancin'
- 1984 Boney M. — 10.000 Lightyears
- 1984 Boney M. — Kalimba De Luna
- 1984 Boney M. — Fantastic Boney M. (Die Grossen Erfolge)
- 1985 Boney M. — Eye Dance
- 1985 Far Corporation — Division One
- 1986 Boney M. — The Best Of 10 Years (non stop remix)
- 1986 Meat Loaf — Blind Before I Stop
- 1986 Boney M. — The 20 Greatest Christmas Songs
- 1986 Boney M. — Die 20 Schonsten Weihnachtslieder
- 1987 Peter Hofmann — Rock Classics II
- 1988 Milli Vanilli — All Or Nothing
- 1988 Boney M. — Greatest Hits Of All Times — Remix ’88
- 1989 Milli Vanilli — All Or Nothing — US Remix Album
- 1989 Boney M. — Greatest Remix Of All Times vol 2 — Remix ’89
- 1989 The Touch with Terence Trent D'Arby — Early Works
- 1989 Jayne — Ambush In The Night
- 1990 Q — NRG.
- 1990 John Davis — Still Be Loving You
- 1991 The Real Milli Vanilli — The Moment Of Truth
- 1992 Try NB — Sexy Eyes
- 1992 Boney M. — Gold
- 1993 Nemorin — Creole Dance
- 1993 Boney M. — More Gold
- 1994 Eruption — Gold
- 1994 Various — Frank Farian: The Hitman
- 1994 Far Corporation — Solitude
- 1994 Various — Frank Farian: The Hit Collection (2CD)
- 1995 La Bouche — Sweet Dreams
- 1995 Mysterious Jay — Dog Without A Leash
- 1995 Baton Rouge — St. Annes Wheel
- 1996 No Mercy — My Promise
- 1996 La Bouche — All Mixed Up
- 1997 Carrapicho feat. Chilli — Dance To Boi Bumba
- 1997 La Bouche — A Moment Of Love
- 1998 No Mercy — More
- 1999 Boney M. 2000 — 20th Century Hits
- 2000 Gilla — Nur Das Beste, Die Grossten Hits
- 2000 Boney M. — 25 Jaar Na Daddy Cool (Netherlands)
- 2000 Boney M. — The Ultimate Collection (Belgium)
- 2000 Boney M. — The Complete Collection (Denmark)
- 2000 Boney M. — Boney M. And Their Most Beautiful Ballads
- 2000 Various — Frank Farian: The Hitman II
- 2001 Various — Frank Farian Summerhits
- 2001 Boney M. — Greatest Hits (UK)
- 2002 La Bouche feat. Melanie Thornton — The Best Of
- 2003 Daniel Lopes — For You
- 2003 Melanie Thornton — Memories: Her Most Beautiful Ballads
- 2004 Frank Farian — Stupid dieser Bohlen (6-CD hearbook)
- 2006 Milli Vanilli — Greatest Hits
- 2006 La Bouche — Greatest Hits
- 2006 Eruption — Greatest Hits
- 2006 No Mercy — Greatest Hits
- 2006 Boney M. — The Magic Of Boney M (compilation)
- 2006 Boney M. — The Magic Of Boney M (2CD Limited Edition)
- 2007 Boney M. — Take The Teat Off Me (remastered edition with bonus tracks)
- 2007 Boney M. — Love For Sale (remastered edition with bonus tracks)
- 2007 Boney M. — Nightflight To Venus (remastered edition with bonus tracks)
- 2007 Boney M. — Oceans Of Fantasy (remastered edition with bonus tracks)
- 2007 Boney M. — Boonoonoonoos (remastered edition with bonus tracks)
- 2007 Boney M. — 10 000 Lightyears (remastered edition with bonus tracks)
- 2007 Boney M. — Kalimba De Luna (new remastered edition)
- 2007 Boney M. — Eye Dance (remastered edition with bonus tracks)
- 2007 Boney M. — Christmas with Boney M. (remastered edition with bonus tracks)
- 2007 Precious Wilson + Eruption — Greatest Hits (CD re-release)
- 2007 La Bouche — Greatest Hits (CD re-release)
- 2007 No Mercy — Greatest Hits (CD re-release)
- 2007 Milli Vanilli — Greatest Hits (CD re-release)
- 2007 Daddy Coll — The Musical (Sound track)
- 2008 Boney M. — The Collection (3CD Box-set incl. rare tracks with maxi — singles version)
- 2008 Boney M. — Rivers Of Babylon (CD compilation incl. 2 rare tracks with maxi — singles version)
- 2008 Boney M. — Ultimate Boney M. Long Versions & Rarities vol.1
- 2008 Boney M. — Christmas Time
- 2008 Boney M. — The Complete Boney M. (9 CD Box-Set incl. DVD «Fantastic Boney M.» — 1979)
- 2008 Boney M. — In The Mix (digital remix'86 re-release)
- 2008 Boney M. — The Best 12" Versions
- 2009 Boney M. — The Best 12" Versions (russian release)
- 2009 Boney M. — Ultimate Boney M. Long Versions & Rarities Vol. 2
- 2009 Frank Farian — 40 Jahre ZDF Hitparade (compilation)
- 2009 Boney M. — Let It All Be Music — The Party Album (2CD)
- 2009 Boney M. — Ultimate Boney M. Long Versions & Rarities Vol. 3
- 2009 Milli Vanilli — Greatest Hits (steel box collection)
- 2009 Frank Farian — Produced by Frank Farian Vol. 1 (compilation)
- 2009 Boney M. America — The Party Album
- 2009 Boney M. GOLD — Greatest Hits (original masters) 3CD set
- 2009 Boney M. The Magic Of Boney M. (Blu-spec CD, RCA, Japan)
- 2009 DADDY COOL KIDS — School's Out
- 2010 Boney M. — Die Party Box (3CD)
- 2010 Boney M. — This is Boney M. (compilation)
- 2010 Boney M. — Hit Story (4CD Box-set)
- 2010 Boney M. — Hit Mix (digital non-stop remix)
- 2010 Boney M. — Feliz Navidad (2CD Christmas compilation)
- 2011 Boney M. GOES CLUB — Barbra Streisand
- 2011 Boney M. — ULTIMATE 2.0 (2CD)
- 2011 Boney M. — Der Hitmix
- 2011 Boney M. — ZDF Kultnacht Presents: Boney M. (DVD)
- 2011 Benny — Bin Wieder Frei! Die Grossen Party Hits (compilation)
- 2011 Boney M. — Original Album Classics (5CD's with original albums 1976—1981)
- 2011 Boney M. — The Complete DVD Collection (3DVD)
- 2012 Boney M. — Best of DISCO (compilation)
- 2012 Boney M. — The Collection (3CD, reprint)
- 2012 Boney M. — Die Party Box (3CD)
- 2013 Boney M. — 2 in 1 — In The Mix / The Best 12inch Versions (2CD)
- 2013 Boney M. — All Time Best-Reclam Musik Edition
- 2013 Boney M. — Music & Video Stars (CD+DVD)
- 2013 Boney M. — Un'Ora Con (Columbia/Sony Music, Italy)
- 2013 Boney M. — Platinum Hits (Music Club Deluxe, UK)
- 2013 Boney M. — Hits and Classics Flashback (3CD, MCI/Sony Music Italy)
- 2014 Boney M. — Die Grosse HIT-collection (Sony Music Germany)
- 2015 Boney M. — DIAMONDS (40th Anniversary Edition) (3CD, MCI/Sony Music)
- 2015 Boney M. — DIAMONDS (40th Anniversary Edition FAN BOX) (3CD+DVD+LP+T-Shirt+stickers, MCI/Sony Music)
- 2016 Eruption feat. Precious Wilson — I Can't Stand The Rain (Collectors remastered edition/BBR)
- 2016 Eruption feat. Precious Wilson — Leave A Light (Collectors remastered edition/BBR)
- 2016 Boney M. — Special Hit Edition (2CD/Sony Music Catalog)
- 2017 Eruption — Best of Eruption (Collectors remastered edition/BBR)
- 2017 Boney M. — Complete 9LP BOX-SET (Sony Music)
- 2017 Boney M. & Friends — 2CD Compilation (Sony Music Entertainment)
- 2017 Boney M. feat.Liz Mitchell and Friends — WorldMusic for Christmas (MCI/Sony Music)

### Сингли
- 1964 Frankie Farian & die Schatten — Shouting Ghost / Raw-hide Bauer
- 1964 Frankie Farian & die Schatten — My World Is Gipsy / Show Me Now
- 1964 Frankie Farian & die Schatten — Yakety Yak / Ein Herz Aus Stein
- 1965 Frankie Farian & die Schatten — Under The Boardwalk / Mickey's Monkey
- 1966 Frankie Farian & die Schatten — Mr. Pitiful / Will You Ever Be Mine
- 1969 Copains — Hello Mary Lou / Happy-Go-Lucky
- 1969 Frank Farian — Dana My Love
- 1970 Frank Farian — Ein Neuer Stern Geht Auf
- 1971 Frank Farian — Du Bist Wunderbar
- 1971 Frank Farian — Morgens, Mittags, Abends — Barbara
- 1972 Frank Farian — Gold In Acapulco
- 1972 Frank Farian — Leg Den Kopf An Meine Schulter
- 1973 Frank Farian — Was Kann Schoner Sein
- 1973 Frank Farian — So Muss Liebe Sein
- 1974 Frank Farian — Bleib Bei Mir (Vado Via)
- 1974 Benny — Du Bist Sechzehn
- 1975 Gilla — Mit Ist Kein Weg Zu Weit
- 1975 Frank Farian — An Mir Soll Es Nicht Liegen
- 1975 Gilla & Seventy Five Music — Voulez Vous Coucher Avec Moi — Willst Du Mit Mir Schlafen Gehn
- 1975 Gilla — Lady Marmelade (Do You Want To Sleep With Me)
- 1975 Benny — Zwei Wie Wir
- 1975 Boney M. — Baby Do You Wanna Bump
- 1975 Benny — Heisse Roder Lassen Grossen (Du Bist Da)
- 1975 Gilla — Tu Es
- 1976 Frank Farian — Rocky
- 1976 Gilla — Why Don't You Do It
- 1976 Benny — Amigo Charly Brown
- 1976 Frank Farian — Spring Uber Deinen Schatten, Tommy
- 1976 Gilla — Ich Brenne
- 1976 Gilla — Help Help
- 1976 Boney M. — Daddy Cool
- 1976 Gilla — Johnny
- 1976 Liz Mitchell — Got A Man On My Mind
- 1977 Boney M. — Sunny
- 1977 Gilla — Zieh Mich Aus
- 1977 Boney M. — Ma Baker
- 1977 Gilla — Gentlemen Callers Not Allowed
- 1977 Boney M. — Belfast
- 1977 Eruption — I Can't Stand The Rain
- 1978 Benny & Copains — Skate Board
- 1978 Boney M. — Rivers Of Babylon / Brown Girl In The Ring
- 1978 Gilla — Bend Me Shape Me
- 1978 Eruption — Party Party
- 1978 Boney M. — Rasputin / Painter Man
- 1978 Gilla — Rasputin (Deutsche Version)
- 1978 Eruption — Leave A Light
- 1978 Telephone — Dana My Love
- 1978 Boney M. — Mary's Boy Child/Oh My Lord / Dancing In The Streets
- 1979 Boney M. — Hooray! Hooray! It's A Holi- Holiday
- 1979 Eruption — One Way Ticket
- 1979 Gilla — We Gotta Get Out Of This Place
- 1979 Boney M. — El Lute / Gotta Go Home
- 1979 The Original Trinidad Steel Band — Ride Your Pony
- 1979 Boney M. — Let It All Be Music / Oceans Of Fantasy (promo)
- 1979 Eruption — Sweet Side
- 1979 Precious Wilson — Hold On I'm Coming
- 1979 Boney M. — Bahama Mama / I'm Born Again
- 1980 Gilla — Cool Rock ‘n’ Roll
- 1980 Eruption — Go Johnny Go
- 1980 Marcia Barrett — You (produced by John Edmed for Far Music Production)
- 1980 Gilla — Go Down Mainstreet
- 1980 Boney M. — I See A Boat On The River / My Friend Jack
- 1980 Eruption — You (You Are My Soul)
- 1980 Boney M. — Children Of Paradise / Gadda Da Vida
- 1980 Gilla — Tom Cat
- 1980 Precious Wilson — Cry To Me
- 1980 Boney M. — Felicidad (Margharita) / Strange
- 1980 Boney M. — Strange (released only in Holland)
- 1980 Eruption — Runaway
- 1980 Precious Wilson — We Are On The Race Track
- 1980 Telephone — Simple Song / Higher
- 1981 Boney M. — Malaika / Consuela Biaz
- 1981 Boney M. — We Kill The World (Don't Kill The World)
- 1981 Precious Wilson — I Need You
- 1981 Gilla — Cigarillo
- 1981 Boney M. — Little Drummer Boy / 6 Years Of Boney M. Hits (Boney M. On 45)
- 1981 Boney M. — White Christmas (released only in Spain)
- 1982 Eruption — Up And Away
- 1982 La Mama — Elephant Funk
- 1982 La Mama — Chanson D'Amour
- 1982 Precious Wilson — I Don't Know
- 1982 Boney M. — The Carnival Is Over / Going Back West
- 1982 Harry Baierl — Serengeti (produced by Helmut Rulofs for Far Music)
- 1982 Precious Wilson — Raising My Family
- 1982 La Mama — Voulez Vous Coucher Avec Moi (Lady Marmelade)
- 1982 Boney M. — Zion's Daughter
- 1983 Precious Wilson — Let's Move Aerobic / Red Light
- 1983 MAD — The Bushman
- 1983 Boney M. — Jambo (Hakuna Matata)
- 1984 Precious Wilson — Funky Fingers (Medley)
- 1984 Boney M. — Somewhere In The World / Exodus
- 1984 Boney M. — Kalimba De Luna
- 1984 Boney M. feat. Bobby Farrell & School Rebels — Happy Song
- 1984 Bobby Farrell & School Rebels — Happy Song
- 1985 Frank Farian Corporation — Mother & Child Reunion
- 1985 Reggie Tsiboe — A Flame Is A Light / Mother & Child Reunion
- 1985 Jayne Collins — Madonna's Eyes
- 1985 Boney M. — My Cherie Amour
- 1985 Bobby Farrell — King Of Dancin’
- 1985 Boney M. — Young Free And Single
- 1985 Far Corporation — Stairway To Heaven
- 1986 Boney M. — Daddy Cool (Anniversary Recording)
- 1986 Far Corporation — Fire And Water
- 1986 Boney M. — Bang Bang Lulu
- 1986 Far Corporation — One By One
- 1987 Far Corporation — One By One (IMP/Hansa)
- 1987 Top Deck — Dreadlock Holiday
- 1987 Far Corporation — Sebastian
- 1988 Milli Vanilli — Girl You Know It's True
- 1988 Kirsty Shaw — Yummy Yummy Yummy
- 1988 G-Spot — Bam Bam Ba Ba Bam
- 1988 Eruption feat. Precious Wilson — I Can't Stand The Rain ‘88
- 1988 Boney M. — Megamix
- 1988 Boney M. — Rivers Of Babylon ’88 / Mary's Boy Child/Oh My Lord ‘88
- 1989 Milli Vanilli — Baby Don't Forget My Number
- 1989 Jayne — In My House
- 1989 L.A. News — Two Of Us
- 1989 Milli Vanilli — Blame It On The Rain
- 1989 Boney M. — The Summer Mega Mix
- 1989 Milli Vanilli — Girl I'm Gonna Miss You
- 1989 Boney M. — Malaika ‘89
- 1989 John Davis — Who Do You Love (IMP/Polydor) (10/89)
- 1990 Q — Movin Sensitive
- 1990 Milli Vanilli — All Or Nothing
- 1990 Jayne — There's A Light
- 1990 John Davis — Still Be Loving You
- 1990 Kikkit — Kikkit
- 1990 Bel Air — Pillow Talk
- 1990 Boney M. feat. Liz Mitchell — Stories
- 1990 Milli Vanilli — Keep On Running
- 1991 Real Milli Vanilli — Too Late (True Love)
- 1991 Liz Mitchell — Mocking Bird
- 1991 Real Milli Vanilli — Nice ‘n Easy
- 1991 Marlon B. — Da La De La
- 1991 Joan Faulkner — Groove Me
- 1991 King F.S. feat. True — Brand New Dance
- 1992 Try ‘N’ B — Sexy Eyes
- 1992 Cool & Joy — Bolingo (Love, Love, Love)
- 1992 Lori Glori — Body-N-Soul
- 1992 Try ‘N’ B — Tell Me Where It Hurts
- 1992 Boney M. — Christmas Megamix
- 1992 Boney M. — Boney M. Megamix
- 1993 Nemorin — It Feels Good to Be Loved
- 1993 Boney M. — Brown Girl In The Ring ‘93
- 1993 Nemorin — It Feels Good To Be Loved (Rapino Mixes)
- 1993 Marvin & Marcello — Get Down Beethoven
- 1993 Try ‘N’ B — Ding Dong
- 1993 Paris Red — Gotta Have It (From New York Straight To Paris)
- 1993 Unlimited Pleasure — The Hustle
- 1993 Jerry James — Under The Influence Of Love
- 1993 Boney M. — Ma Baker ‘93
- 1994 Eruption — One Way Ticket (remix ’94)
- 1994 Farian/McAuley — Ricky Don't Lose That Number
- 1994 Far Corporation — Rainy Days
- 1994 Paris Red — Ain't Nobody
- 1994 La Bouche — Sweet Dreams
- 1994 Boney M. feat. Liz Mitchell — Papa Chico
- 1994 Chill — I Was Made For Lovin’ You
- 1994 Lori Glori — Body-N-Soul ‘94
- 1994 La Bouche — Sweet Dreams (Euro Mixes)
- 1995 Baton Rouge — Sweet Little Persuader
- 1995 Mysterious Jay — Dog Without A Leash
- 1995 La Bouche — Be My Lover
- 1995 Loop feat. Katarina Witt, Melanie, Joan Faulkner & Linda Rocco — Skate With Me
- 1995 Nadja — Village In Space
- 1995 La Bouche — Be My Lover (Euro Remixes)
- 1995 La Bouche — Fallin’ In Love
- 1995 No Mercy — Missing
- 1995 La Bouche — I Love To Love
- 1995 P. & G. Wylder — Anima
- 1996 Joystick feat. Rebecca — I Can't Wait
- 1996 No Mercy — Missing (Remixes)
- 1996 No Mercy — Where Do You Go
- 1996 Zorro — Anima Mia
- 1996 Streetnoise — A Horse With No Name (MCI release)
- 1996 La Bouche — Forget Me Nots (released only in Holland)
- 1996 No Mercy — Where Do You Go (All 8 Mixes)
- 1996 No Mercy — When I Die
- 1996 La Bouche — Megamix (released only in France)
- 1996 La Bouche — Bolingo (Love Is In The Air)
- 1996 Ricky Shayne — Anima Mia (exactly the same as Zorro, same artist, only this is his real name)
- 1997 Streetnoise — Love Is A Mystery (MCI release)
- 1997 No Mercy — Please Don't Go
- 1997 No Mercy — When I Die / When I Die (spanish version) (US CD promo single)
- 1997 Chilli feat. Carrapicho — Tic Tic Tac
- 1997 No Mercy — Kiss You All Over / Bonita (remix)
- 1997 La Bouche — You Won't Forget Me
- 1997 No Mercy — My Promise To You
- 1998 Ma Belle — Do It
- 1998 La Bouche — A Moment Of Love
- 1998 Chilli — Say I'm Your No. 1
- 1998 No Mercy — Hello How Are You
- 1998 Pipoca — Margarida Perfumada
- 1998 No Mercy — Tu Amor
- 1999 Boney M. (vs. Sash!) — Ma Baker ‘99
- 1999 Joan Faulkner — Groove Me ‘99
- 1999 La Bouche — S.O.S.
- 1999 No Mercy — More Than A Feeling
- 1999 Boney M. 2000 — Daddy Cool
- 1999 Fudge — Low Rider
- 1999 No Mercy — I Have Always Loved You (Hex Hector Radio Mix) (US CD promo single)
- 1999 Boney M. 2000 — Hooray! Hooray! — Carribean Night Fever
- 1999 Boney M. 2000 — Sunny ‘99
- 1999 La Bouche — All I Want
- 1999 No Mercy — Morena
- 1999 Andia feat. Desert Rose — 1001 Nights
- 1999 No Mercy — Where Is The Love
- 1999 Boney M. Feat. Regi (Milk Inc) — Rivers Of Babylon (remix 2000)
- 2001 Sweet Jam — Pick Up The Pieces
- 2001 D.J. — Kiss On My List
- 2001 Boney M. — Daddy Cool 2001
- 2002 Norissa — Never Too Late
- 2002 No Mercy feat. Al Di Meola — Don't Let Me Be Misunderstood
- 2002 La Bouche — In Your Life
- 2003 Daniel Lopes — Shine On
- 2003 Daniel Lopes — I Love You More Than Yesterday
- 2005 Gift — Yummy Yummy Song
- 2006 Boney M. — The Magic Megamix
- 2008 Daddy Cool Kids — School's Out (2 various versions inlcl. karaoke and video tracks)
- 2009 Boney M. feat. Sherita O. & Yulee B. «Felicidad America (Obama Obama)»
- 2010 Boney M. GOES CLUB — Barbra Streisand (digital single)
- 2015 Boney M. feat.Liz Mitchell — Song Of Joy (digital single)